# 21. Fallschirmjäger-Division (Wehrmacht)
Die 21. Fallschirmjäger-Division war ein Großverband der Luftwaffe der deutschen Wehrmacht während des Zweiten Weltkrieges.

## Geschichte

### Aufstellung
Die Division wurde am 5. April 1945 in den nördlichen Niederlanden der kurz bestehenden Sturm-Brigade Gericke und aus Teilen der Fallschirmjäger-Ersatz- und Ausbildungs-Division aufgestellt.
Vorgesehene Gliederung:
- Fallschirm-Jäger-Regiment 61 mit zwei Bataillone (aus dem Fallschirm-Regiment [Ernst Hubert] Schaller[-Kalide])
- Fallschirm-Jäger-Regiment 62 mit zwei Bataillone (aus dem Stamm-Regiment Henner und Bodenpersonal)
- Fallschirm-Jäger-Regiment 63 mit zwei Bataillone (aus dem Regiment Heute)
- Fallschirm-Artillerie-Abteilung 21 mit zwei Batterien von der 20. Fallschirmjäger-Division
- Fallschirm-Pionier-Bataillon 21 mit drei Kompanien
- Fallschirm-Panzer-Jäger-Kompanie 21 von der 20. Fallschirmjäger-Division
- Fallschirm-Granatenwerfer-Kompanie 21 von der 20. Fallschirmjäger-Division
- Fallschirm-Nachrichten-Kompanie 21 von der 20. Fallschirmjäger-Division

### Verwendung der aufgestellten Teile
Die Aufstellung und Ausbildung der Einheit wurde nicht mehr vor Kriegsende abgeschlossen. Die bereits aufgestellten Teile der Division kämpfen in den Niederlanden und in Norddeutschland in der Seelöwen-Stellung. So waren die Fallschirm-Jäger-Bataillone 62 und 63 bei der 9. Fallschirmjäger-Division an der Oder.

### Kapitulation
Am 8. Mai 1945 gerieten die Soldaten der Division in britische Kriegsgefangenschaft.

## Kommandeur
Kommandeur der Division war Oberst Walter Gericke.